# 밀양 표충사 만일루
밀양 표충사 만일루(密陽 表忠寺 萬日樓)는 대한민국 경상남도 밀양시 단장면 구천리, 표충사에 있는 만일루이다.
1985년 11월 14일 경상남도의 문화재자료 제142호 표충사 만일루로 지정되었다가, 2018년 12월 20일 현재의 명칭으로 변경되었다.

## 개요
표충사는 통도사에 딸린 절로, 사명대사의 충훈을 추모하기 위하여 세운 표충사당이 있는 절이다.
조선 철종 11년(1860)에 월암선사가 세운 만일루는 H자형의 독특한 구조로 아미타불의 48원을 상징하는 48칸과, 108번뇌를 상징하는 108평으로 되어 안쪽에 아미타불을 모시고 있다. 무량수각 또는 서래각이라고도 불리는데 이곳은 중생을 구제하고자 사부대중이 만일회를 결성하였던 곳이다. 나중에는 참선하는 방인 선방으로 사용하였으며, 대한불교조계종 초대 종정을 지낸 효봉대종사가 만년을 보낸 곳이다.

## 참고 문헌
- 밀양 표충사 만일루 - 국가유산청 국가유산포털